# Ганс Фішер
Ганс Фі́шер (нім. Hans Fischer; 27 липня 1881, Хехст, — 31 березня 1945, Мюнхен) — німецький хімік-органік і біохімік, доктор медицини (1908).
Ганс Фішер народився в родині Ганни Фішер (до шлюбу Гердеген) і Ейгена Фішера, хіміка за фахом і директора фабрики та фірми «Калле» з виробництва барвників. Після закінчення початкової школи в Штутгарті Фішер отримав у Вісбадені середню освіту, яку завершив у 1899 р. У Лозаннському університеті вивчав хімію і медицину; навчання продовжив у Марбурзькому університеті, де в 1904 р. здобув ступінь з хімії, а чотири роки потому і ступінь з медицини.
Після лікарської практики у 2-й медичній клініці в Мюнхені Фішер весь 1909 проводив експерименти з хімії під керівництвом Еміля Фішера (однофамілець) в 1-му Берлінському хімічному інституті. Тут він досліджував комплексні структури цукрів і пептидів (комплексів, які частково складаються з амінокислот — основоположних сполук живих організмів). Повернувшись в 1910 р. до Мюнхена, він почав вивчати структуру білірубіну — червонувато-жовтого пігменту, виявленого в жовчі і, як відомо, хімічно подібного геміну — пігменту крові. Хоча багато хіміків намагалися визначити структуру цих двох сполук і таким чином визначити природу їх взаємозв'язку, проблема виявилася занадто складною.
У 1913 р. Фішер стає лектором з курсу фізіології в Мюнхенському інституті фізіології. Через три роки він — професор медичної хімії в Інсбрукському університеті. Злигодні, викликані початком першої світової війни, сильно ускладнили проведення експериментальних досліджень. У 1917 р. його робота була перервана, тому що в результаті ускладнень після перенесеного раніше нападу туберкульозу йому довелося видалити нирку. У кінці війни він переходить до Віденського університету як професор органічної хімії, а в 1921 р. йому надали ту ж посаду в Мюнхенському технічному університеті, де він і працював до кінця своєї наукової діяльності.
Бувши фанатичним дослідником, Фішер глибоко переживав неможливість продовжувати свою роботу через другу світову війну. Збожеволівши від горя після майже повного руйнування його інституту в результаті бомбардування військовою авіацією, він в 1945 р. наклав на себе руки.

## Родина
У 1935 р. Фішер одружився з Вільтруд Гауф, яка в той час була вдвічі молодша за нього. Дітей вони не мали.

## Нагороди
У 1930 р. Фішер був нагороджений Нобелівською премією з хімії «за дослідження з конструювання геміну і хлорофілу, особливо за синтез Геміну». У своїй промові при презентації Х. Г. Седербаум, член Шведської королівської академії наук, назвав роботу Фішера з геміну і пігментами крові «науковим досягненням, яке навряд чи могло б бути отримано попередніми поколіннями». «Дослідження Фішера показали, — продовжив Седербаум, — що природа, попри її непомірне різноманіття, досить економно використовує стандартний будівельний матеріал для конструювання … таких, що сильно розрізняються як за зовнішнім виглядом, так і з розповсюдження двох речовин», як хлорофіл і червоний пігмент крові.
Крім Нобелівської премії, Фішер був відзначений медаллю Лібіха Німецького хімічного товариства (1929), медалі Деві Лондонського королівського товариства (1937) і інших нагород. Він був почесним доктором Гарвардського університету.